# Chinese Democracy
Chinese Democracy je poslední album kapely Guns N' Roses, které vyšlo 23. listopadu 2008, na den přesně 15 let od vydání předchozího alba The Spaghetti Incident?. Během nahrávání alba prošla kapela mnoha změnami sestavy, kdy několik členů odešlo nebo bylo vyhozeno. Podle odhadů deníku New York Times stálo nahrávání alba do roku 2005 asi 13 milionů dolarů, což z něj činí nejnákladnější album všech dob.

## Seznam skladeb
| Pořadí         | Název                | Délka |
| -------------- | -------------------- | ----- |
| 1.             | Chinese Democracy    | 4:45  |
| 2.             | Shackler’s Revenge   | 3:38  |
| 3.             | Better               | 5:00  |
| 4.             | Street of Dreams     | 4:48  |
| 5.             | If the World         | 4:56  |
| 6.             | There Was a Time     | 6:43  |
| 7.             | Catcher in the Rye   | 5:54  |
| 8.             | Scraped              | 3:32  |
| 9.             | Riad N’ the Bedouins | 4:12  |
| 10.            | Sorry                | 6:16  |
| 11.            | I.R.S.               | 4:30  |
| 12.            | Madagascar           | 5:39  |
| 13.            | This I Love          | 5:36  |
| 14.            | Prostitute           | 6:16  |
| Celková délka: | Celková délka:       | 71:45 |